# Ischnopsyllus simplex
Ischnopsyllus simplex är en loppart som beskrevs av Rothschild 1906. Ischnopsyllus simplex ingår i släktet Ischnopsyllus och familjen fladdermusloppor.

## Underarter
Arten delas in i följande underarter:
- I. s. simplex
- I. s. mysticus